# Daniel Nsang
Daniel Nsang, né le 18 août 1990 à Douala, est un acteur, mannequin et entrepreneur camerounais. Il est connu pour ses rôles dans le film Trauma et la série télévisée Madame… Monsieur.

## Biographie

### Enfance et débuts
Daniel Nsang est né le 18 août 1990 à Douala, dans la Région du littoral. Il est l'avant dernier d'une fratrie de 4 enfants. Il appartient à l'ethnie Bassa, plus précisément de Babimbi 2. Après l'obtention de son baccalauréat C, il fait des études universitaires en génie civil. Il abandonne ses études au bout de la 4ème année pour se lancer dans le cinéma.
Il est ingénieur en bâtiment de profession.

### Carrière
Daniel Nsang commence sa carrière dans le mannequinat avant de se lancer dans le cinéma. En 2017, il remporte la 12e édition de Challenge Vacances dans la catégorie Master/Miss. Grâce au cinéaste Abdou Zoé, il intègre en 2018 la maison de production Black Films où il fait la rencontre des réalisateurs Stéphane Jung et Cynthia Elisabeth Ngono et se forme au métier d'acteur et l'écriture de scénario.
Il commence sa carrière d'acteur en 2018 dans le film Fastama de Stéphane Jung,. En 2019, il co-écrit le scénario du film Trauma réalisé par Cynthia Élisabeth Ngono et y joue un  des rôles principaux aux côtés de Julia Samantha Edima,. Le film Trauma remporte l'écran du meilleur long métrage camerounais au Festival Écrans noirs en 2019.
En 2020, il partage l'affiche du film Irrational Love co-réalisé par Konrad M. Defang et Gabi Ruben Ngounou et produit par Chelsy Suzy avec Hervé Nguetchouang, Syndy Emade, Passy Ngah, Serge Belang et Alain Bomo Bomo.
Il se fait véritablement connaitre du grand public sur la scène nationale et internationale en 2020 grâce à la série Madame... Monsieur d'Ebenezer kepombia diffusée sur La chaine A+  de 2020 à 2022. Il joue le rôle de Piwole dans les trois saisons de la série. La série connait un franc succès et remporte le prix de la meilleure série TV aux Canal 2'Or 2021.
En 2021, Daniel Nsang est nommé aux Canal 2'Or et aux Balafon 7Even respectivement dans les catégories meilleur comédien et meilleur comédien de série,. En septembre 2021, il est choisi comme ambassadeur de la marque de vêtement camerounaise Iam.
En 2024, Daniel Nsang joue le rôle de Tètè dans la série Ewusu aux côtés de Jeanne Mbenti.

## Filmographie

### Films
- 2018: Fantasma de Stéphane Jung
- 2019: Trauma[19] de Cynthia Elisabeth
- 2020: Irrational Love de Konrad M. Defang et Gabi Ruben Ngounou

### Séries
- 2020: Madame… Monsieur, Saison 1

- 2021: Madame… Monsieur, Saison 2
- 2022: Madame… Monsieur, Saison 3
- 2023 : La Bataille des chéries de Ebenezer Kepombia : général Koumassi
- 2024 : Ewusu[18]

## Distinctions

### Récompenses
- The Public Vision Awards 2021: Meilleur acteur

### Nominations
- Canal 2'Or 2021: Meilleur comédien[20]
- Balafon 7even 2021 : Meilleur comédien de série